# Northampton County (Pennsylvania)
Northampton County ist ein County im Bundesstaat Pennsylvania der Vereinigten Staaten. Bei der Volkszählung im Jahr 2020 hatte das County 312.951 Einwohner und eine Bevölkerungsdichte von 323 Einwohnern pro Quadratkilometer. Der Verwaltungssitz (County Seat) ist Easton.

## Geschichte
Das County wurde am 11. März 1752 gebildet. Der Name geht auf das Anwesen von William Penn in Northamptonshire zurück und wurde von seinem Schwiegersohn vorgeschlagen.

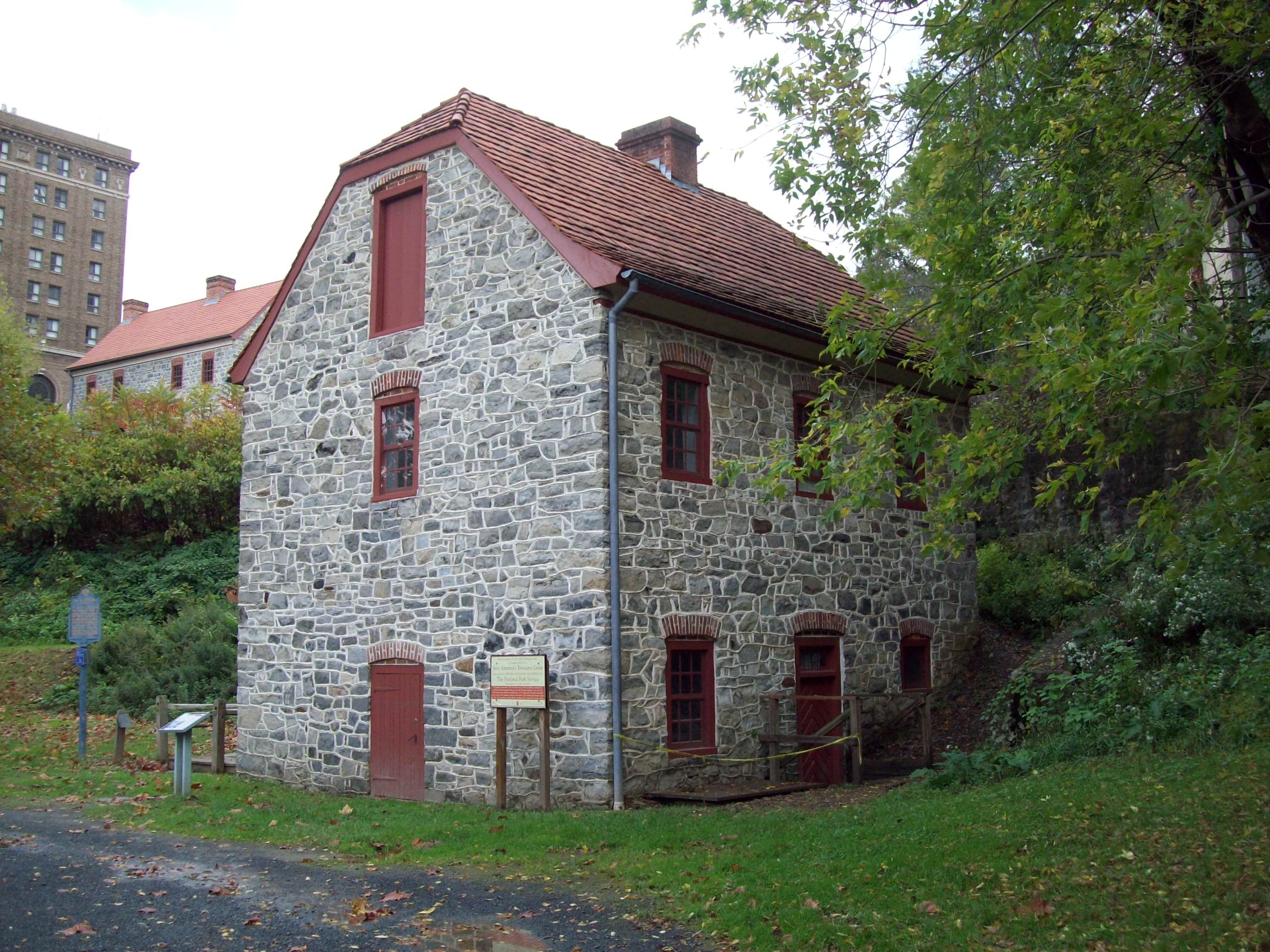
Bethlehem Waterworks im Historic Moravian Bethlehem Historic District. Dieser Historic District ist eine von vier National Historic Landmarks im County.

Vier Orte im County haben den Status einer National Historic Landmark. 51 Bauwerke und Stätten des Countys sind im National Register of Historic Places (NRHP) eingetragen (Stand 24. Juli 2018).

## Geographie
Das County hat eine Fläche von 977 Quadratkilometern, wovon 9 Quadratkilometer Wasserfläche sind.

## Städte und Ortschaften

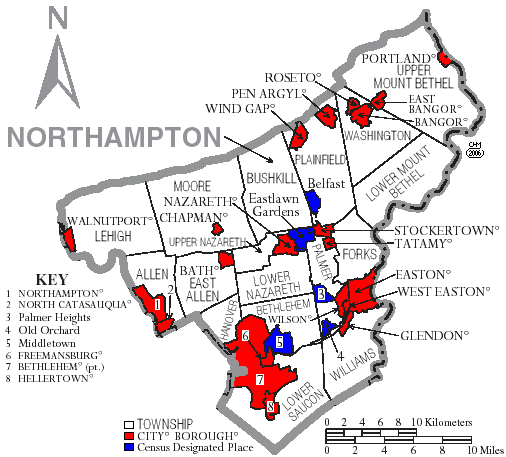
Karte des Northampton Countys

| - Allen Township - Bangor - Bath - Belfast - Bethlehem Township - Bushkill Township - Chapman - East Allen Township - East Bangor - Eastlawn Gardens - Easton - Forks Township - Freemansburg - Glendon | - Hanover Township - Hellertown - Lehigh Township - Lower Mount Bethel Township - Lower Nazareth Township - Lower Saucon Township - Middletown - Moore Township - Nazareth - North Catasauqua - Northampton - Old Orchard - Palmer Heights - Palmer Township | - Pen Argyl - Plainfield Township - Portland - Roseto - Stockertown - Tatamy - Upper Mount Bethel Township - Upper Nazareth Township - Walnutport - Washington Township - West Easton - Williams Township - Wilson - Wind Gap |